# Sriwijaya Air
Sriwijaya Air es una aerolínea con sede en Yakarta Central, Yakarta, Indonesia. Ofrece vuelos de cabotaje a las principales ciudades de Indonesia y ciertos destinos internacionales. Los billetes pueden ser adquiridos por teléfono, visitando alguno de sus puntos de venta o por internet.
Desde junio de 2018 no se encuentra ninguna compañía indonesa en la lista negra de compañías aéreas de la UE.

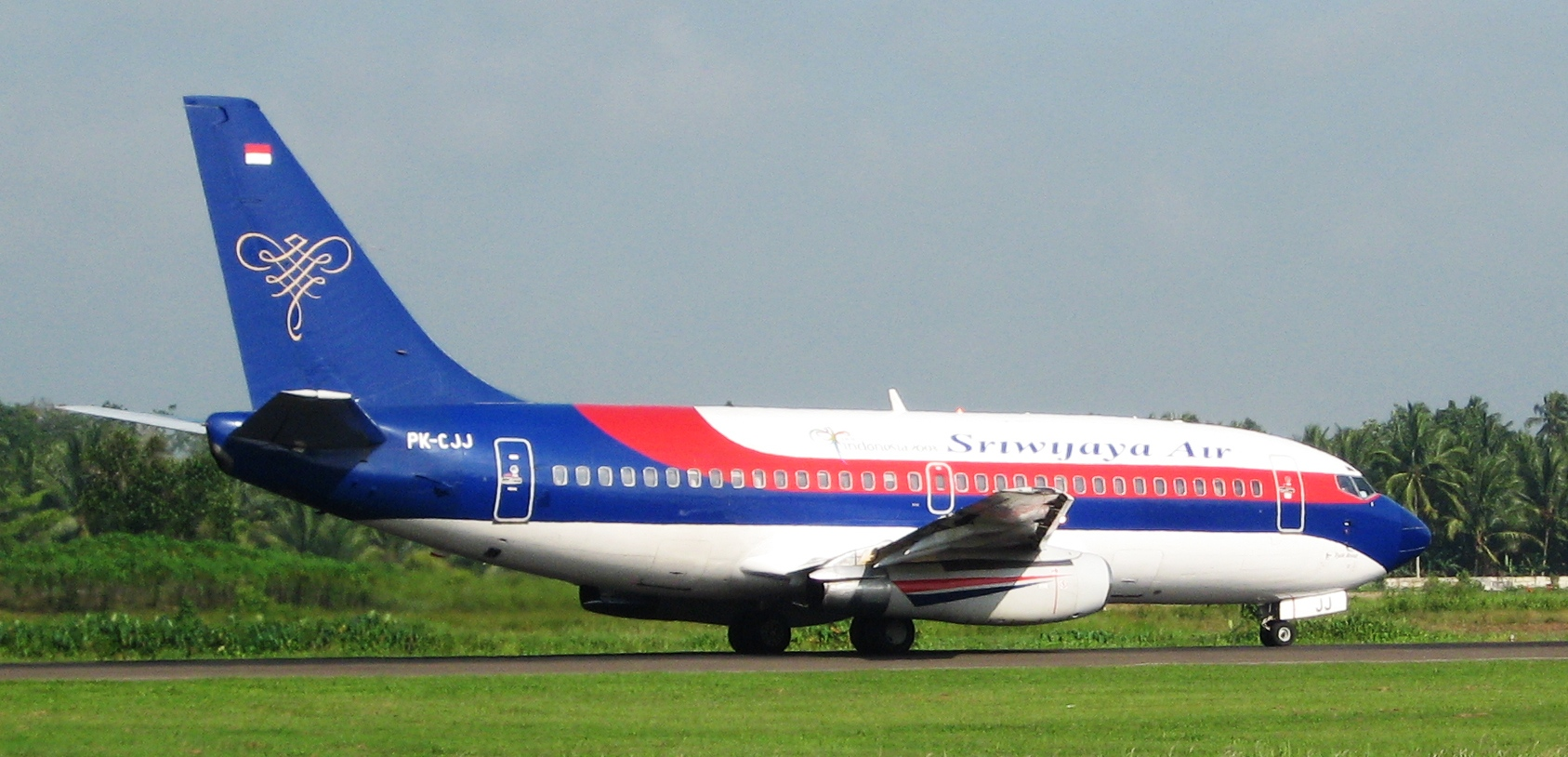
Boeing 737-200 de Sriwijaya en el Aeropuerto Supadio, Pontianak.

## Historia
Fue fundada por Mr. Chandra Lie, Mr. Lie Hendri, Mr. Andi Halim y Mr. Johannes Bunyamin. 
Sriwijaya Air comenzó a operar el 10 de noviembre de 2003 en la ruta Yakarta-Pangkal Pinang. Posteriormente añadió nuevas rutas como Yakarta-Jambi y Yakarta-Palembang. En su primer año de vida, Sriwijaya Air experimentó un rápido crecimiento. A mediados de 2009 Sriwijaya Air opera 23 aeronaves, sirve más de 33 rutas nacionales y dos rutas internacionales. 

## Destinos
Sriwijaya Air tiene 33 destinos, 30 de ellos domésticos y dos internacionales.

## Flota

### Flota Actual
La flota de Sriwijaya Air incluye las siguientes aeronaves, con una edad media de 16,9 años (en septiembre de 2023):
| Boeing 737-524 | 1 | — | 8 | 112 | 120 |  |  |  |
| Boeing 737-800 | 5 | 4 | — | 189 | 189 |  |  |  |
| Total          | 6 | 4 |   |     |     |  |  |  |

## Accidentes e incidentes
- Un Boeing 737-200 de Sriwijaya Air que operaba como el vuelo 290 se salió de la pista en Jambi, Sumatra. Hubo once heridos aunque no hubo que lamentar ninguna muerte. Entre los heridos se incluyen un granjero y su familia que fueron alcanzados por el avión.[5][6]

- Un Boeing 737-500 operado como el vuelo 182 con 62 pasajeros a bordo perdió contacto con la torre de control del aeropuerto Soekarno-Hatta el 9 de enero de 2021, se confirmó que se encontraron restos de la aeronave en el Mar de Java unos 12 kilómetros de la bahía de Yakarta, ninguna de las 62 personas sobrevivió.